# Митропанос, Димитрис
Димитрис Митропанос (греч. Δημήτρης Μητροπάνος; 2 апреля 1948 — 17 апреля 2012, Афины) — греческий певец, один из самых значительных исполнителей песен в стиле лаика.
На протяжении своей музыкальной карьеры сотрудничал с самыми известными греческими композиторами, такими, как Григорис Битикоцис, Микис Теодоракис, Ставрос Хархакос, Манос Хадзидакис, Мариос Токас, Танос Микрутсикос. Сам же он считался одним из лучших исполнителей греческой музыки на протяжении сорока лет.

## Биография
Димитрис Митропанос родился и жил до 16 лет в городе Трикала, в Фессалии. С ранних лет работал летом, чтобы помочь семье — сначала официантом в ресторане, а затем на лесопилке. В 1964 года отправился в Афины и поселился у дяди на улице Ахарнон. Среди знакомых последнего был певец Григорис Битикоцис, Такис Ламбропулос и музыкант Йоргос Замбетас. Сам Митропанос считает Замбетаса своим наставником и называет вторым отцом. В 1966 году Димитрис Митропанос познакомился с композитором Микисом Теодоракисом. Он спел партии «Ромиосини» (Ρωμιοσύνη) и «Аксион эсти» (Άξιον εστί) в серии концертов по Греции и на Кипре.
Свою первую пластинку Митропанос записал в 1967 году, в неё также вошла песня «Салоники». Другой важной вехой в творчестве певца стал 1972 год. Митропас и Пэтрис Салпеас записывают «Айос Февруариос» на музыку композитора Димоса Муциса и слова Маноса Элефтериу, что фактически ознаменовало новый этап в развитии лаики и греческой музыки в целом. В июле 1999 года Митропанос и Муцис снова встретились на сцене в Одеоне Герода Аттического с Димитрой Галани и сопрано Юлией Суглаку в рамках Афинского фестиваля. Концерты были записаны и выпущены на компакт-диске через два месяца.
В 2001 году Димитрис Митропанос записал новый альбом «Στης Ψυχής Το Παρακάτω» в сотрудничестве с Димитрисом Пападимитриу. В 2005 году вышел ещё один альбом «Πες Μου Τ 'Αληθινά Σου», открывала альбом песня «Σβήσε Το Φεγγάρι».
В 2009 и 2010 годах певец совершил несколько выступлений с Пегги Зиной в «Ιερά Οδός». В 2010 Димитрис Митропанос начал тур по городам Северной Америки. С сентября 2011 года до весны 2012 певец выступал совместно с Яннисом Коциросом и Димитрисом Басисом в «Kentro Athinon».
Последние несколько лет жизни Димитрис Митропанос имел проблемы со здоровьем. 17 апреля 2012 он умер в Афинах из-за острого отёка лёгких. Похороны состоялись 19 апреля на Первом афинском кладбище.

## Выдающиеся песни
Несколько песен из репертуара Димитриса Митропаноса стали чрезвычайно популярными, почти народными, настоящей визитной карточкой греческой музыки. Записи с исполнением Митропаноса продолжают переиздавать, а песни перепевают другие греческие певцы (в частности, Пасхалис Терзис, Димитрис Басис, Зафирис Мелас, Лукас Йоркас, Антонис Ремос, Яннис Коцирас, Маринелла, Никос Макропулос, Никос Икономопулос, Стелиос Роккос, Пегги Зина, Деспина Ванди и другие). Среди таких песен:
| - Σ'αναζητώ στη Σαλονίκη - Η Ρόζα - Tα Λαδαδικα - Έρχονται βράδια | - Πάντα γελαστοί - Σβήσε το φεγγάρι - Αλίμονο |